# 近环
近环（near-ring）是抽象代数中环的概念的推广。在环的公理中，去掉加法的交换性，同时去掉左分配律或者右分配律，就形成近环。
定义： 集合S的元素在两个二元运算加法（+）和乘法（*）下封闭，且满足如下条件：
A1: 对加法（+）形成一个群（不要求加法满足交换律）
A2: 乘法（*）对于加法的右分配律成立。即对于集合S内的任意元素x，y，z ，满足 (x + y) *z = (x*z)+(y*z).
则称代数系统（S，+，*）为一个右近环（right near-ring).与此类似，可以定义左近环（left near-ring）。

## 近环的性质：
由单侧分配律可知，0*x=0 成立，但是x*0=0不成立；(-x)*y = -(x*y)成立，但是 x*(-y) = -(x*y)不成立。